# Morriston, Swansea
Morriston är en community i Storbritannien.   Den ligger i kommunen Swansea och riksdelen Wales, i den södra delen av landet, 260 km väster om huvudstaden London.
Morriston ligger cirka fem kilometer norr om centrum i staden Swansea.